# Octaaf Engels
Octave Adhemar (Octaaf) Engels (Nijlen, 12 augustus 1892 – Ekeren, 7 mei 1990) was een Belgische ondernemer en bestuurder.

## Levensloop
Engels doorliep zijn humaniora aan het Klein Seminarie van Hoogstraten. Vervolgens studeerde hij te Leuven, alwaar hij in 1914 zijn kandidatuur ingenieur behaalde. Vervolgens behaalde hij een licentiaat aan de Sint-Ignatiushogeschool te Antwerpen in 1919.
Hij werd aanvankelijk actief bij de Boerenbond. Vervolgens wijdde hij zich aan de oprichting van landbouwmaatschappijen in Belgisch-Congo. Aldaar liet hij zich opmerken door het Nederlands als voertaal te gebruiken en actie te voeren voor Vlaamse rechten. Tevens was hij voorzitter van de Belgische Koloniale Bond. Dit resulteerde vanaf 1942 onder meer in Nederlandstalige colleges in Elisabethstad en de handelsbeweging Groep-Engels.
Hij was een van de stichters van het Vlaams Economisch Verbond (VEV). Van deze organisatie was hij afgevaardigd beheerder (1943-'45), ondervoorzitter (1947-'52) en voorzitter (1952-'57). Onder zijn voorzitterschap werd het initiatief Studiecentrum voor de vernederlandsing van het bedrijfsleven opgestart.